# Hippeis

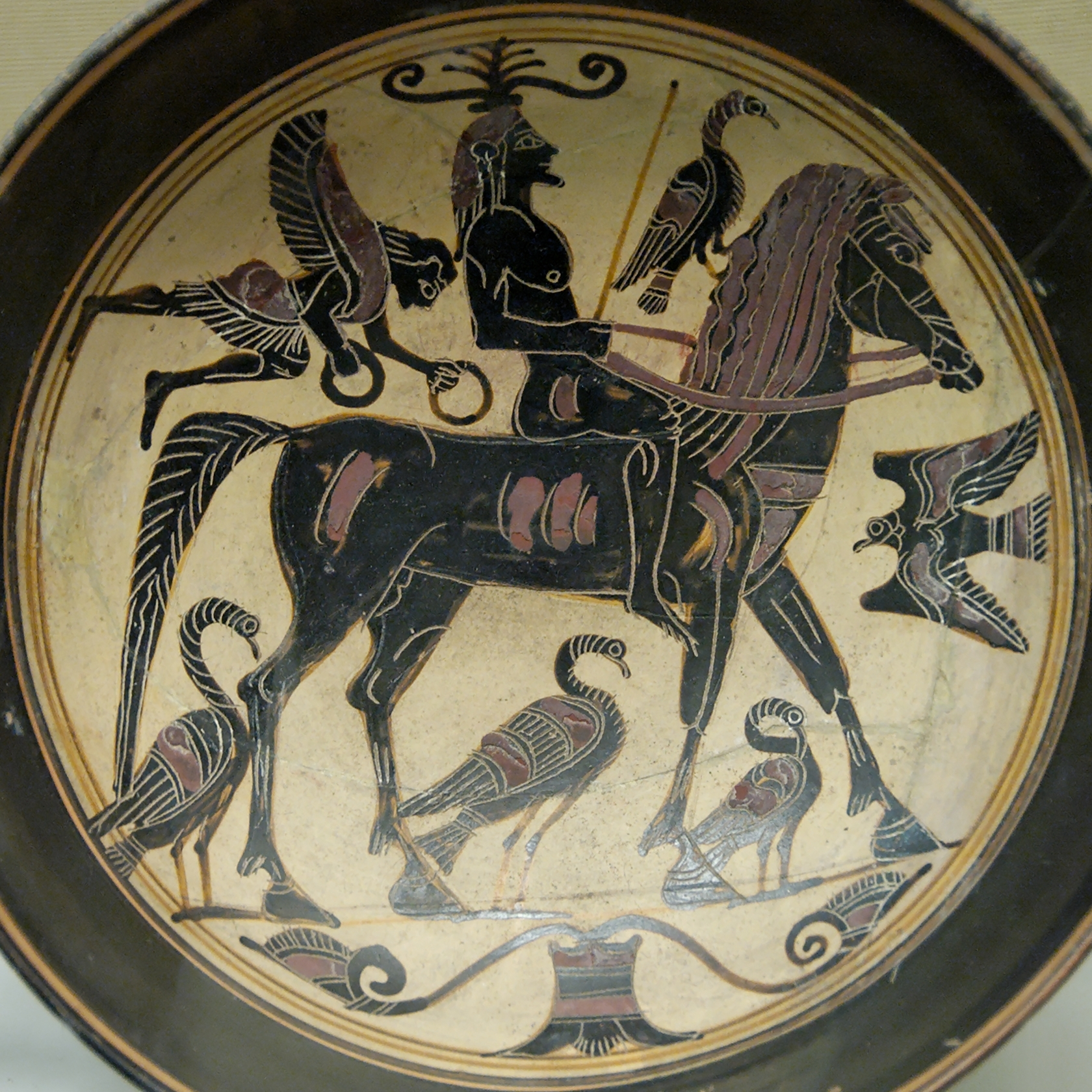
Hippeus. Insidan av en lakonisk svartmålad bägare, omkring 550–530 f.Kr. (British Museum)

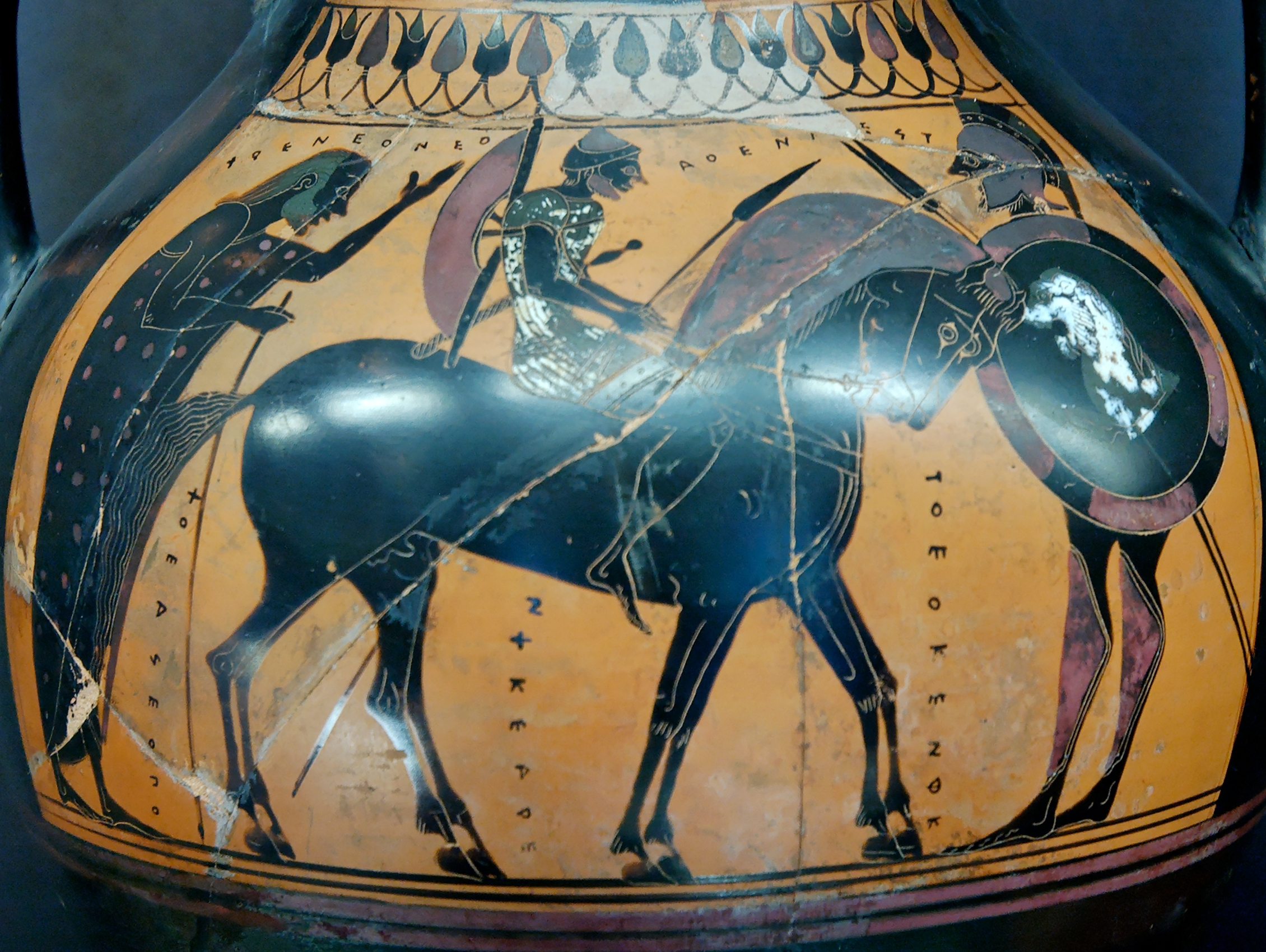
Hippeus. Attisk svartmålad amforafigur, 550–540 f.Kr.(Louvren)

Hippeis (plural, singular hippeus, grekiska: ἱππεύς) är beteckningen på kavalleriet i antikens Grekland. Det var samtidigt en socialklass, den näst högsta av samhällets fyra, vilken utgjordes av män som hade råd att tillhandahålla en häst för statens räkning. Samhällsställningen kan jämföras med romerska equites och i viss mån även medeltidens riddare.
Bland atenare motsvarade hippeis de medborgare med en förmögenhet som placerade dem i den andra klassen. Bland spartanerna var hippeis  en kunglig vaktstyrka och ett hedersuppdrag, och bestod av 300 utvalda spartaner under 30 års ålder, vilka, fastän ursprungligen beridna, till sist tjänade till fots och tungt beväpnade. Det atenska kavalleriet bestod av både hippeis och hippotoxōtœ, det senare beridna bågskyttar som var statens slavar. Det leddes av två  hipparchi, som under sig hade fem phylai var; under var och en av dessa lydde tio phylarchi. Kavalleriet stod under uppsyn av rådsförsamlingen, och folkförsamlingens dekret avgjorde hippeis storlek. Hippeis blev en riktig styrka för spartanerna först 404 f.Kr. då kavalleriet blev en del av den reguljära armén.
Hippeis var tungt beväpnade, stred utan sköld, bar metalhjälm, och använde ett tveeggat svärd och lans. I stället för sadel, brukades en sadelduk som bands fast under buken på hästen.
Det var först under Filip II av Makedonien och Alexander den store som kavalleriet blev betydelsefullt inom armén. Det makedoniska kavalleriet var indelat i lätt och tungt, som var och en bestod av skvadroner (ilai) om cirka 200 man.